# Fordisme

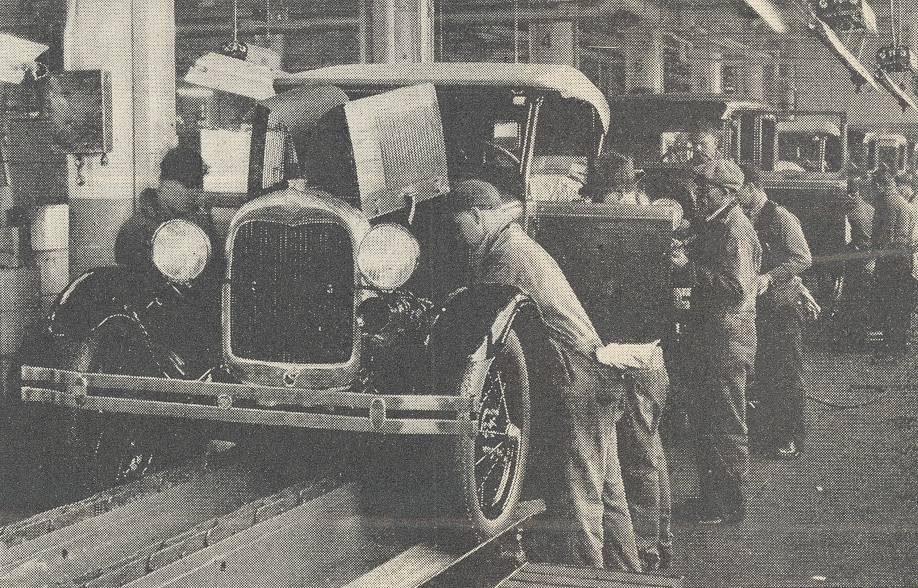
De T-Ford, het model van massaproductie

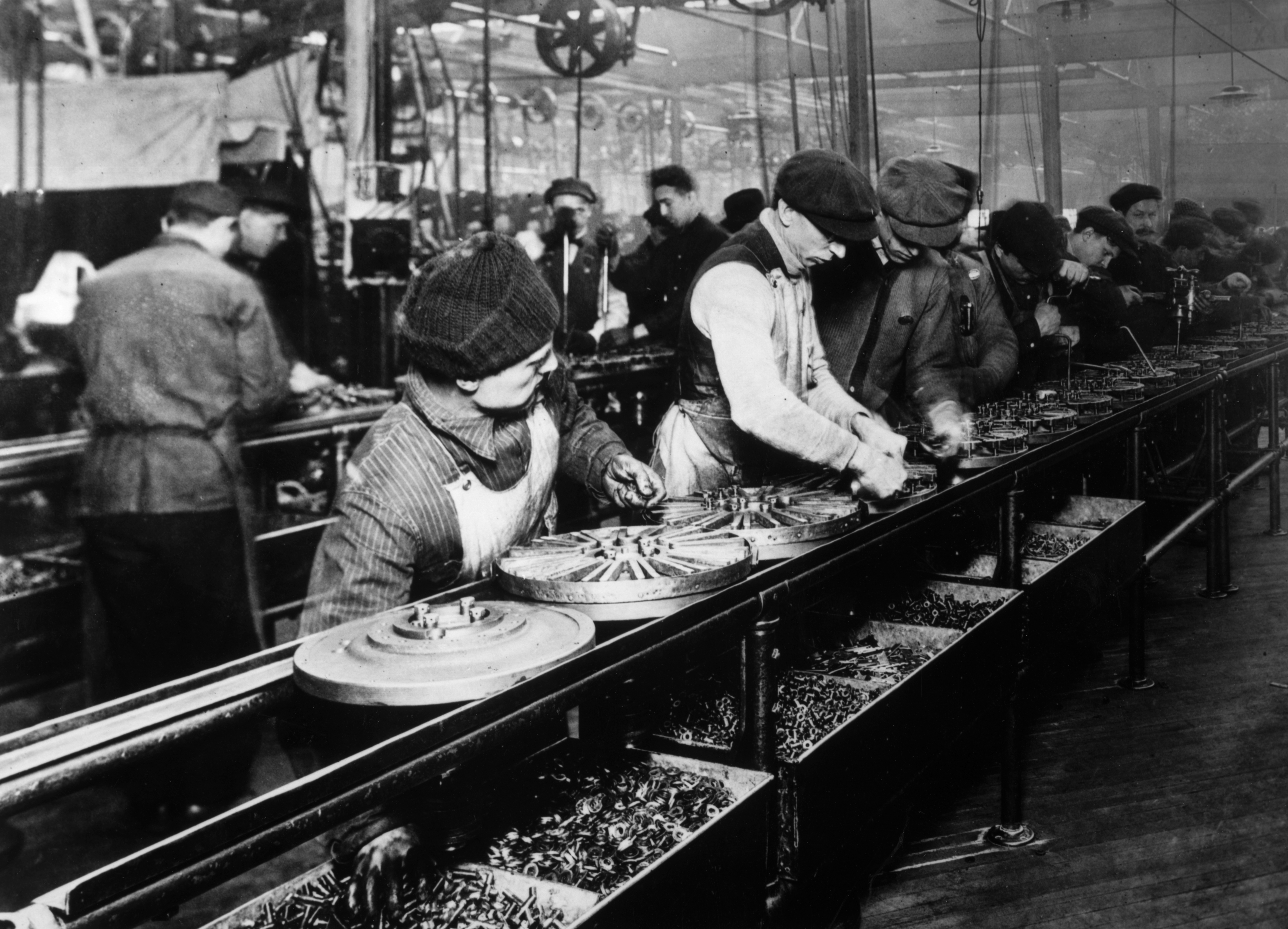
Arbeiders aan de band bij Ford

Het fordisme, zo genoemd naar autobouwer Henry Ford, verwijst naar verschillende sociale theorieën over productie en werkorganisatie. In een bredere betekenis verwijst fordisme naar de 20e-eeuwse consumptiemaatschappij. 

## Fordisme in de Verenigde Staten
Ford Motor Company boekte een opmerkelijk succes met de introductie van de Model T, een compacte auto voor een lage prijs, waardoor het mogelijk werd dat ook de eigen arbeiders zo'n auto kochten. Tegelijkertijd introduceerde het bedrijf een systeem van standaardisering, synchronisatie en specialisering bij de productie, gewoonlijk omschreven als de lopende band. 
In de Verenigde Staten bedoelt men met fordisme gewoonlijk het systeem van massaproductie en massaconsumptie, dat karakteristiek is voor de economische groei van de periode 1940-1970. Vanaf 1970 heeft de organisatie van de ondernemingen een tweede transformatie gekend.
Henry Ford was een populair symbool van de overgang van de landbouweconomie naar een industriële economie. Ford was de creatieve kracht achter de groei van de automobielindustrie. Van hem komt ook de gedachte om voor de arbeiders te zorgen (taking care of the worker), een familiementaliteit in het bedrijf, die zowel vriendelijk als streng kon zijn. Zo werd het roken verboden of afgeraden, zelfs buiten de werkplaats.
De kritiek werd onder meer verwoord door Aldous Huxley in zijn boek Brave New World (1932) en Charlie Chaplin in zijn film Modern Times (1936). Ook de Italiaanse theoreticus Antonio Gramsci schreef er in deze periode uitvoerig over.

## Fordisme in Europa
Volgens historicus Charles Maier, werd het eigenlijke fordisme in Europa voorafgegaan door het taylorisme. Dat was ook een theorie van werkdiscipline en werkorganisatie, gebaseerd op "wetenschappelijke" studie, voornamelijk in Duitsland en Italië tot aan de Eerste Wereldoorlog. Men gebruikt ook de term scientific management. Na 1918 verschoof het Europese denken in de richting van de nieuwe Amerikaanse methodes, die tijdens de Grote Depressie weliswaar tijdelijk hun aantrekkingskracht zagen verminderen, maar zeker na de Tweede Wereldoorlog sterk ingang vonden. 

## Fordisme in de Sovjet-Unie
De principes van het taylorisme en het fordisme werden in de jaren 1920-1930 snel overgenomen bij de uitbouw van de nieuwe Sovjetindustrie. Amerikaanse ingenieurs werden aangetrokken om de nieuwe industriële infrastructuur te helpen uitbouwen. De centrale plangedachte, uitgewerkt in de vijfjarenplanen, kan rechtstreeks teruggebracht worden op het taylorisme. Stalin noemde "de combinatie van Russische revolutionaire ambitie en Amerikaanse efficiëntie" de essentie van het leninisme. 
Later zouden de Sovjets deze Amerikaanse invloed weer gaan minimaliseren en benadrukken dat zij hun macht op eigen kracht uitgebouwd hadden.

## Postfordisme

Het ict-tijdperk

De periode na het fordisme wordt soms beschreven als het postfordisme. De Westerse landen evolueerden van manufacturen en industrie naar een diensteneconomie. Naast de massaproductie gingen bedrijven opnieuw zoeken naar zeer specifieke goederen en diensten, bedoeld voor specifieke klantgroepen. Dit vereiste meer kennis en meer flexibiliteit, zo bijvoorbeeld de just-in-time-gedachte bij productie en distributie. De nieuwe informatietechnologieën maakten dat ook mogelijk. 
Tezelfdertijd begon de bedrijfsstructuur te veranderen. In plaats van één enkele onderneming, die de productielijn van grondstof tot eindproduct beheerste, ontstonden meer gespecialiseerde toeleveringsbedrijven. Deze bedrijven vestigden zich dan in clusters bij elkaar, zoals in Silicon Valley.

### Autonoom marxisme
De term wordt ook veel gebruikt binnen het Italiaanse autonoom marxisme met denkers als Paolo Virno en Antonio Negri. In hun terminologie is de overgang naar het postfordisme gelijk aan de overgang naar "immateriële arbeid". Arbeid is niet meer een strikt afgelijnd fenomeen dat zich afspeelt binnen vaste werkuren en volgens vaste procedures. Veel van het hedendaagse arbeid bestaat uit creatief werken, zoals binnen marketing, ICT of design. 
Dit heeft als gevolg dat arbeid niet meer moet gedacht worden in termen van arbeidsuren van een arbeider (zoals Karl Marx dat deed). De 'fabriek' waarbinnen arbeid verricht wordt, heeft zich vandaag de dag verspreid over heel de samenleving. Mario Tronti spreekt dan ook over de 'sociale fabriek'. Het bedenken van marketingsstrategieën of nieuwe ontwerpen is bijvoorbeeld niet meer het product van een vast aantal uren, maar komen tot stand door eerder willekeurige invallen. Deze inspiratiemomenten komen vaak tot stand buiten de klassieke werkplaats: men komt op een nieuw idee thuis aan tafel, tijdens een discussie met een vriend of op café. In die zin wordt de hele samenleving opgenomen in het collectieve productieproces.
Deze Italiaanse marxisten zien in deze wijzigingen ook nieuwe methoden van verzet tegen de kapitalistische maatschappij. Nu arbeid vooral bestaat uit zulke collectieve producten, komt ook weer de kracht (potenza) van de 'multitude' naar voren. In plaats van mensen op te vatten als een anonieme en chaotische massa, moeten ze opgevat worden als een 'multitude' of verzameling van 'singulariteiten'. Het gaat dus om een verzameling van individuen (hoewel zij deze term hiervoor ongepast vinden) die samenwerkingen zonder enige hiërarchie en elk hun eigen individualiteit, of beter singulariteit, behouden. Bekende boeken waarin deze ideeën zijn uiteengezet zijn Empire (2000), Multitude (2004), en Commonwealth (2009), geschreven door Negri en Michael Hardt.